# Copa Interamericana 1995
La Copa Interamericana 1997 est la 17e et avant-dernière édition de la Copa Interamericana. Cet affrontement oppose le club colombien de l'Atlético Nacional, finaliste de la Copa Libertadores 1995 au Deportivo Saprissa, club costaricain, vainqueur de la Coupe des champions de la CONCACAF 1995.
La rencontre a lieu le 3 avril 1997 au Costa Rica.
L'Atlético Nacional remporte ce match sur le score de trois buts à deux.

## Contexte
L'Atlético Nacional s'incline en finale de la Copa Libertadores 1995 contre le Grêmio Porto Alegrense (1-3, 1-1). Grêmio ne souhaitant pas participer à la Copa Interamericana, le Nacional prend sa place.
Pour sa part, le Deportivo Saprissa a terminé premier du tour final comprenant trois autres équipes (le Club Social y Deportivo Municipal, la Liga Deportiva Alajuelense et le CS moulien) pour remporter la Coupe des champions de la CONCACAF 1995. C'est la deuxième Coupe des champions de la CONCACAF gagnée par le club après l'édition 1993.
Il s'agit de la deuxième participation à la Copa Interamericana pour ces deux clubs. L'Atlético Nacional a gagné lors de l'édition 1989 tandis que le Deportivo Saprissa a perdu lors de l'édition 1993.

## Feuille de match
| 3 avril 1997 | Deportivo Saprissa       | 2 - 3 | Atlético Nacional                   | Stade Ricardo Saprissa, San José                        |                                                         |
|              | Mahía 38e · Wanchope 89e |       | 27e Comas · 35e Gómez · 70e Gaviria | Spectateurs : 15 000 Arbitrage : Gilberto Alcalá Pineda | Spectateurs : 15 000 Arbitrage : Gilberto Alcalá Pineda |
|              | Rapport                  |       |                                     | Spectateurs : 15 000 Arbitrage : Gilberto Alcalá Pineda | Spectateurs : 15 000 Arbitrage : Gilberto Alcalá Pineda |

| Deportivo Saprissa : |                         |  |     |
| Gardien de but       | Erick Lonnis            |  |     |
| D                    | Vladimir Quesada        |  |     |
| D                    | Rónald González Brenes  |  |     |
| D                    | José Torres             |  |     |
| D                    | Jervis Drummond         |  |     |
| M                    | Mauricio Wright         |  |     |
| M                    | Douglas Sequeira        |  |     |
| M                    | Marco Herrera           |  | 75e |
| M                    | Alejandro Sequeira (en) |  |     |
| A                    | Gerald Drummond         |  |     |
| A                    | Adrián Mahía (en)       |  |     |
| Remplaçants :        |                         |  |     |
| A                    | Javier Wanchope (es)    |  | 75e |
| Entraîneur :         |                         |  |     |
| Jorge Olguín         |                         |  |     |

| Atlético Nacional : |                       |     |
| Gardien de but      | René Higuita          |     |
| D                   | Santander Ospina (en) |     |
| D                   | Luis Carlos Perea     |     |
| D                   | Francisco Mosquera    |     |
| D                   | Hermán Gaviria        | 80e |
| M                   | Alexis García         |     |
| M                   | Dúmar Rueda           | 78e |
| M                   | John Jaime Gómez      |     |
| M                   | Iván Córdoba          |     |
| A                   | Néider Morantes       |     |
| A                   | Alex Comas (en)       |     |
| Remplaçants :       |                       |     |
| A                   | Juan Pablo Ángel      | 78e |
| A                   | León Darío Muñoz (es) | 80e |
| Entraîneur :        |                       |     |
| Norberto Peluffo    |                       |     |